# Jiang Yonghua
Jiang Yonghua (n. 7 septembrie 1973, Jixi⁠(d), Republica Populară Chineză) este o ciclistă chineză, medaliată olimpică. A participat la o ediție a Jocurilor Olimpice (2004) în care a câștigat o medalie de argint.